# Martín Abundis
Martín Alexander Abundis Aldana (Guadalajara, Jalisco, México, 10 de abril de 1996) es un futbolista mexicano, juega como delantero y su actual equipo es el Deportiva Venados de la Serie A de México.
Es hijo del exfutbolista José Manuel Abundis, que fue seleccionado nacional y figura del fútbol mexicano.

## Debut
Hizo su debut en la Liga Bancomer MX en el encuentro Club Atlas contra el Deportivo Toluca, el 19 de abril de 2014. El DT que lo debutó fue José Saturnino Cardozo.

## Trayectoria
Se formó en las fuerzas básicas del Deportivo Toluca, donde comenzó a jugar de manera profesional con las inferiores sub-15, sub-17 y sub-20, hasta llegar al primer equipo donde tuvo participación en Liga Bancomer MX y Copa MX.
Su primer gol en Primera División fue en el partido CF Monterrey  Vs Toluca FC correspondiente a la Fecha 17 del Clausura 2016 con asistencia de Christian Pérez.

## Clubes
| Club                   | País   | Año             |
| ---------------------- | ------ | --------------- |
| Deportivo Toluca       | México | 2014-2018       |
| Celaya FC              | México | 2018            |
| Deportivo Toluca       | México | 2019            |
| Atlético Capitalino    | México | 2020            |
| Deportivo Zitácuaro    | México | 2021            |
| Atlético Capitalino    | México | 2021 - 2022     |
| Cafetaleros de Chiapas | México | 2022 - 2023     |
| Deportiva Venados      | México | 2023 - Presente |